# Edival Pontes
Edival Marques Quirino Pontes, auch als Netinho bekannt, (* 11. Oktober 1997 in João Pessoa) ist ein brasilianischer Taekwondoin. Er startet in der Gewichtsklasse bis 68 Kilogramm.

## Erfolge
Edival Pontes war bereits bei den Junioren sehr erfolgreich. So gewann er bei den Olympischen Jugend-Sommerspielen 2014 in Nanjing in seiner Gewichtsklasse bis 63 Kilogramm die Goldmedaille. In dieser Gewichtsklasse wurde er im selben Jahr außerdem Junioren-Weltmeister. Im Erwachsenenbereich folgte sein nächster Medaillenerfolg bei den Panamerikameisterschaften 2016 in Santiago de Querétaro, als er in der Gewichtsklasse bis 68 Kilogramm Silber gewann. In Spokane verbesserte er sich zwei Jahre darauf in dieser Klasse nochmals und wurde erstmals Panamerikameister. Eine weitere Goldmedaille gewann er bei den Panamerikanischen Spielen 2019 in Lima, nachdem er sich im Finale gegen Bernardo Pié aus der Dominikanischen Republik durchgesetzt hatte.
Bei den 2021 ausgetragenen Olympischen Spielen 2020 in Tokio schied Pontes bereits in seinen Auftaktkampf gegen den Türken Hakan Reçber aus. Gleich drei Medaillen sicherte er sich ein Jahr später. In Asunción belegte er bei den Südamerikaspielen noch den zweiten Platz in der Gewichtsklasse bis 68 Kilogramm, ehe ihm bei den Weltmeisterschaften in Guadalajara dieselbe Platzierung in der Gewichtsklasse bis 74 Kilogramm gelang. In dieser Klasse wiederum wurde Pontes in Punta Cana 2022 ein zweites Mal Panamerikameister.
Den Mannschaftswettbewerb der Panamerikanischen Spiele 2023 in Santiago de Chile schloss Pontes auf dem ersten Platz ab und gewann so seine zweite Goldmedaille bei dieser Veranstaltung. Im Einzel war er dagegen nach seinem ersten Kampf ausgeschieden. Bei den Olympischen Spielen 2024 in Paris scheiterte Pontes in seiner Konkurrenz ebenfalls in der ersten Runde. Gegen Zaid Kareem aus Jordanien unterlag er mit 1:2. Da Kareem im weiteren Verlauf das Finale erreichte, zog Pontes in die Hoffnungsrunde ein. Gegen Hakan Reçber aus der Türkei gewann er daraufhin mit 2:1 und besiegte im abschließenden Kampf um Bronze auch den Spanier Javier Pérez mit diesem Resultat, womit sich Pontes den Medaillengewinn sicherte.